# Louis de la Bourdonnais
Louis-Charles Mahé de La Bourdonnais (pronúncia francesa: [lwi ʃaʁl ma.e də la buʁdɔnɛ]; 1795 ou, de acordo com outras fontes, 1797 — 13 de dezembro de 1840) foi um jogador de xadrez francês. Conhecido por seu gênio combinatório, La Bourdonnais é tradicionalmente considerado o campeão mundial não oficial de 1821 até sua morte. Além disso, fundou a revista Le Palamède, primeiro periódico do mundo dedicado ao xadrez.
Em 1834, jogou contra Alexander McDonnell uma longa série de partidas que viria a ficar famosa na história do xadrez como a precursora do matches pelo Campeonato Mundial de Xadrez, que na época ainda não existia oficialmente.
Dada sua indiscutível supremacia no cenário do xadrez europeu por quase vinte anos, e visto que um número considerável de suas partidas nos foi legado, La Bourdonnais é comumente considerado o jogador mais importante do início do século XIX e o maior da França depois de Philidor.

## Origem
Louis-Chales Mahé de La Bourdonnais nasceu na ilha francesa de Reunião, na costa leste da África, no seio de uma abastada família nobre. Seu avô, o oficial da marinha francesa Bertrand-François Mahé de La Bourdonnais (1699-1753), havia sido o governador local antes de passar 3 anos aprisionado na Bastilha até ser julgado e absolvido, em 1751. Um livro com suas mémorias foi publicado em 1827 pelo neto. Louis-Charles recebeu sua instrução no Collège Henri IV, em Paris, e possuiu uma herança considerável quando jovem, sendo dono de um castelo numa pequena propriedade em Saint-Malo, no noroeste da França. Porém, como resultado de maus investimentos em terras acabou tendo que recorrer ao xadrez para tirar seu sustento, opção esta muito pouco promissora.

## Xadrez
La Bourdonnais conheceu o xadrez em 1812 no colégio, mas passou a se dedicar mais seriamente somente a partir de 1818, ano em que começou a frequentar o Café de la Régence, centro da cena enxadrística parisiense. Lá, tornou-se aluno de Jacques François Mouret, e dois anos depois já figurava como um dos jogadores mais fortes do Café. Saint-Amant conta que La Bourdonnais chegou ao Café "sem saber o lugar onde ficava o rei, sem conhecer o movimento dos peões, e, três anos mais tarde, havia batido os melhores jogadores, não poupando nem os veteranos que haviam jogado com Philidor." 
La Bourdonnais podia ser visto jogando xadrez no Café de la Régence praticamente todos os dias, do meio-dia até a meia-noite, sempre disposto a enfrentar quem apostasse uma pequena quantia. Seu talento chamou a atenção de Alexandre Deschapelles, considerado então o jogador mais forte do mundo, que o tomou como pupilo.
Enquanto isso, La Bourdonnais continuava sua ascensão no xadrez europeu. Em 1821, venceu convincentemente um match triangular em Paris que incluía, além de Deschapelles, o forte jogador inglês John Cochrane. Neste triangular, Deschapelles dera vantagem de um peão e dois lances aos adversários – condição sempre imposta a quem quer que lhe enfrentasse. Após o match, porém, não estando disposto a medir forças contra La Bourdonnais em condições iguais, renunciou em favor do discípulo seu posto de primeiro nas filas do xadrez.
Em 1824, La Bourdonnais fez uma excursão a Londres onde bateu facilmente a oposição oferecida pelos jogadores ingleses e, quando retornou à França, foi aclamado como o maior jogador da Europa.
Em 1833, La Bourdonnais publicou seu Nouveau Traité du Jeu des Échecs (Novo Tratado do Jogo de Xadrez), que contém aberturas com lances comentados e estudos de final.

### OsMatchescontra McDonnell
Não tendo, pois, adversários a sua altura na França, La Bourdonnais viajou a convite para a Inglaterra em 1834 para enfrentar o irlandês Alexander McDonnell, o melhor jogador da Grã-Bretanha, numa série de partidas que visava determinar o jogador mais forte do mundo. O embate ocorreu de julho a outubro no Clube de Xadrez de Westminster, em Londres, e consistiu de seis matches dos quais La Bourdonais venceu o primeiro, o terceiro, o quarto e o quinto. O sexto match foi interrompido com o placar em 5 a 4 a favor de McDonnell. Contudo, do total de 85 partidas, La Bourdonnais saiu vitorioso por ampla margem (45+ –27 13=), justificando indiscutivelmente sua reputação como rei do xadrez.

## Últimos anos
Em 1836, La Bourdonnais fundou a revista Le Palamède, dedicada ao xadrez e outros jogos. Ele esteve a frente da revista até 1839, quando o Clube de Xadrez de Paris, do qual era secretário, fechou as portas, o que o deixou em terríveis dificuldades financeiras. Tão grave foi a situação na qual se encontrou que, para satisfazer seus credores, foi obrigado a vender todas as suas posses, inclusive as próprias roupas.
Em 1838, La Bourdonnais sofreu um derrame, e sua saúde ficariam ainda mais debilitada com a hidropisia. Em 1840, viajou a Londres para se tratar, mas acabou falecendo lá no dia 13 de dezembro do mesmo ano. Seu enterro ficou a cargo de George Walker, um grande admirador de McDonnell que tomou as providências para que La Bourdonnais fosse sepultado junto de seu ídolo. Eternos rivais, ambos jazem no Cemitério de Kensal Green, em Londres, a poucos passos de distância um do outro.

## Legado
16ª partida do quarto match
|   | a | b | c | d | e | f | g | h |   |
| 8 | d8 preto bispo · g8 preto torre · h8 preto rei · d7 branco peão · g7 preto peão · h7 preto peão · a5 preto peão · c3 branco rainha · a2 branco peão · d2 preto peão · e2 preto peão · f2 preto peão · g2 branco peão · h2 branco peão · d1 branco torre · h1 branco rei | d8 preto bispo · g8 preto torre · h8 preto rei · d7 branco peão · g7 preto peão · h7 preto peão · a5 preto peão · c3 branco rainha · a2 branco peão · d2 preto peão · e2 preto peão · f2 preto peão · g2 branco peão · h2 branco peão · d1 branco torre · h1 branco rei | d8 preto bispo · g8 preto torre · h8 preto rei · d7 branco peão · g7 preto peão · h7 preto peão · a5 preto peão · c3 branco rainha · a2 branco peão · d2 preto peão · e2 preto peão · f2 preto peão · g2 branco peão · h2 branco peão · d1 branco torre · h1 branco rei | d8 preto bispo · g8 preto torre · h8 preto rei · d7 branco peão · g7 preto peão · h7 preto peão · a5 preto peão · c3 branco rainha · a2 branco peão · d2 preto peão · e2 preto peão · f2 preto peão · g2 branco peão · h2 branco peão · d1 branco torre · h1 branco rei | d8 preto bispo · g8 preto torre · h8 preto rei · d7 branco peão · g7 preto peão · h7 preto peão · a5 preto peão · c3 branco rainha · a2 branco peão · d2 preto peão · e2 preto peão · f2 preto peão · g2 branco peão · h2 branco peão · d1 branco torre · h1 branco rei | d8 preto bispo · g8 preto torre · h8 preto rei · d7 branco peão · g7 preto peão · h7 preto peão · a5 preto peão · c3 branco rainha · a2 branco peão · d2 preto peão · e2 preto peão · f2 preto peão · g2 branco peão · h2 branco peão · d1 branco torre · h1 branco rei | d8 preto bispo · g8 preto torre · h8 preto rei · d7 branco peão · g7 preto peão · h7 preto peão · a5 preto peão · c3 branco rainha · a2 branco peão · d2 preto peão · e2 preto peão · f2 preto peão · g2 branco peão · h2 branco peão · d1 branco torre · h1 branco rei | d8 preto bispo · g8 preto torre · h8 preto rei · d7 branco peão · g7 preto peão · h7 preto peão · a5 preto peão · c3 branco rainha · a2 branco peão · d2 preto peão · e2 preto peão · f2 preto peão · g2 branco peão · h2 branco peão · d1 branco torre · h1 branco rei | 8 |
| 7 | d8 preto bispo · g8 preto torre · h8 preto rei · d7 branco peão · g7 preto peão · h7 preto peão · a5 preto peão · c3 branco rainha · a2 branco peão · d2 preto peão · e2 preto peão · f2 preto peão · g2 branco peão · h2 branco peão · d1 branco torre · h1 branco rei | d8 preto bispo · g8 preto torre · h8 preto rei · d7 branco peão · g7 preto peão · h7 preto peão · a5 preto peão · c3 branco rainha · a2 branco peão · d2 preto peão · e2 preto peão · f2 preto peão · g2 branco peão · h2 branco peão · d1 branco torre · h1 branco rei | d8 preto bispo · g8 preto torre · h8 preto rei · d7 branco peão · g7 preto peão · h7 preto peão · a5 preto peão · c3 branco rainha · a2 branco peão · d2 preto peão · e2 preto peão · f2 preto peão · g2 branco peão · h2 branco peão · d1 branco torre · h1 branco rei | d8 preto bispo · g8 preto torre · h8 preto rei · d7 branco peão · g7 preto peão · h7 preto peão · a5 preto peão · c3 branco rainha · a2 branco peão · d2 preto peão · e2 preto peão · f2 preto peão · g2 branco peão · h2 branco peão · d1 branco torre · h1 branco rei | d8 preto bispo · g8 preto torre · h8 preto rei · d7 branco peão · g7 preto peão · h7 preto peão · a5 preto peão · c3 branco rainha · a2 branco peão · d2 preto peão · e2 preto peão · f2 preto peão · g2 branco peão · h2 branco peão · d1 branco torre · h1 branco rei | d8 preto bispo · g8 preto torre · h8 preto rei · d7 branco peão · g7 preto peão · h7 preto peão · a5 preto peão · c3 branco rainha · a2 branco peão · d2 preto peão · e2 preto peão · f2 preto peão · g2 branco peão · h2 branco peão · d1 branco torre · h1 branco rei | d8 preto bispo · g8 preto torre · h8 preto rei · d7 branco peão · g7 preto peão · h7 preto peão · a5 preto peão · c3 branco rainha · a2 branco peão · d2 preto peão · e2 preto peão · f2 preto peão · g2 branco peão · h2 branco peão · d1 branco torre · h1 branco rei | d8 preto bispo · g8 preto torre · h8 preto rei · d7 branco peão · g7 preto peão · h7 preto peão · a5 preto peão · c3 branco rainha · a2 branco peão · d2 preto peão · e2 preto peão · f2 preto peão · g2 branco peão · h2 branco peão · d1 branco torre · h1 branco rei | 7 |
| 6 | d8 preto bispo · g8 preto torre · h8 preto rei · d7 branco peão · g7 preto peão · h7 preto peão · a5 preto peão · c3 branco rainha · a2 branco peão · d2 preto peão · e2 preto peão · f2 preto peão · g2 branco peão · h2 branco peão · d1 branco torre · h1 branco rei | d8 preto bispo · g8 preto torre · h8 preto rei · d7 branco peão · g7 preto peão · h7 preto peão · a5 preto peão · c3 branco rainha · a2 branco peão · d2 preto peão · e2 preto peão · f2 preto peão · g2 branco peão · h2 branco peão · d1 branco torre · h1 branco rei | d8 preto bispo · g8 preto torre · h8 preto rei · d7 branco peão · g7 preto peão · h7 preto peão · a5 preto peão · c3 branco rainha · a2 branco peão · d2 preto peão · e2 preto peão · f2 preto peão · g2 branco peão · h2 branco peão · d1 branco torre · h1 branco rei | d8 preto bispo · g8 preto torre · h8 preto rei · d7 branco peão · g7 preto peão · h7 preto peão · a5 preto peão · c3 branco rainha · a2 branco peão · d2 preto peão · e2 preto peão · f2 preto peão · g2 branco peão · h2 branco peão · d1 branco torre · h1 branco rei | d8 preto bispo · g8 preto torre · h8 preto rei · d7 branco peão · g7 preto peão · h7 preto peão · a5 preto peão · c3 branco rainha · a2 branco peão · d2 preto peão · e2 preto peão · f2 preto peão · g2 branco peão · h2 branco peão · d1 branco torre · h1 branco rei | d8 preto bispo · g8 preto torre · h8 preto rei · d7 branco peão · g7 preto peão · h7 preto peão · a5 preto peão · c3 branco rainha · a2 branco peão · d2 preto peão · e2 preto peão · f2 preto peão · g2 branco peão · h2 branco peão · d1 branco torre · h1 branco rei | d8 preto bispo · g8 preto torre · h8 preto rei · d7 branco peão · g7 preto peão · h7 preto peão · a5 preto peão · c3 branco rainha · a2 branco peão · d2 preto peão · e2 preto peão · f2 preto peão · g2 branco peão · h2 branco peão · d1 branco torre · h1 branco rei | d8 preto bispo · g8 preto torre · h8 preto rei · d7 branco peão · g7 preto peão · h7 preto peão · a5 preto peão · c3 branco rainha · a2 branco peão · d2 preto peão · e2 preto peão · f2 preto peão · g2 branco peão · h2 branco peão · d1 branco torre · h1 branco rei | 6 |
| 5 | d8 preto bispo · g8 preto torre · h8 preto rei · d7 branco peão · g7 preto peão · h7 preto peão · a5 preto peão · c3 branco rainha · a2 branco peão · d2 preto peão · e2 preto peão · f2 preto peão · g2 branco peão · h2 branco peão · d1 branco torre · h1 branco rei | d8 preto bispo · g8 preto torre · h8 preto rei · d7 branco peão · g7 preto peão · h7 preto peão · a5 preto peão · c3 branco rainha · a2 branco peão · d2 preto peão · e2 preto peão · f2 preto peão · g2 branco peão · h2 branco peão · d1 branco torre · h1 branco rei | d8 preto bispo · g8 preto torre · h8 preto rei · d7 branco peão · g7 preto peão · h7 preto peão · a5 preto peão · c3 branco rainha · a2 branco peão · d2 preto peão · e2 preto peão · f2 preto peão · g2 branco peão · h2 branco peão · d1 branco torre · h1 branco rei | d8 preto bispo · g8 preto torre · h8 preto rei · d7 branco peão · g7 preto peão · h7 preto peão · a5 preto peão · c3 branco rainha · a2 branco peão · d2 preto peão · e2 preto peão · f2 preto peão · g2 branco peão · h2 branco peão · d1 branco torre · h1 branco rei | d8 preto bispo · g8 preto torre · h8 preto rei · d7 branco peão · g7 preto peão · h7 preto peão · a5 preto peão · c3 branco rainha · a2 branco peão · d2 preto peão · e2 preto peão · f2 preto peão · g2 branco peão · h2 branco peão · d1 branco torre · h1 branco rei | d8 preto bispo · g8 preto torre · h8 preto rei · d7 branco peão · g7 preto peão · h7 preto peão · a5 preto peão · c3 branco rainha · a2 branco peão · d2 preto peão · e2 preto peão · f2 preto peão · g2 branco peão · h2 branco peão · d1 branco torre · h1 branco rei | d8 preto bispo · g8 preto torre · h8 preto rei · d7 branco peão · g7 preto peão · h7 preto peão · a5 preto peão · c3 branco rainha · a2 branco peão · d2 preto peão · e2 preto peão · f2 preto peão · g2 branco peão · h2 branco peão · d1 branco torre · h1 branco rei | d8 preto bispo · g8 preto torre · h8 preto rei · d7 branco peão · g7 preto peão · h7 preto peão · a5 preto peão · c3 branco rainha · a2 branco peão · d2 preto peão · e2 preto peão · f2 preto peão · g2 branco peão · h2 branco peão · d1 branco torre · h1 branco rei | 5 |
| 4 | d8 preto bispo · g8 preto torre · h8 preto rei · d7 branco peão · g7 preto peão · h7 preto peão · a5 preto peão · c3 branco rainha · a2 branco peão · d2 preto peão · e2 preto peão · f2 preto peão · g2 branco peão · h2 branco peão · d1 branco torre · h1 branco rei | d8 preto bispo · g8 preto torre · h8 preto rei · d7 branco peão · g7 preto peão · h7 preto peão · a5 preto peão · c3 branco rainha · a2 branco peão · d2 preto peão · e2 preto peão · f2 preto peão · g2 branco peão · h2 branco peão · d1 branco torre · h1 branco rei | d8 preto bispo · g8 preto torre · h8 preto rei · d7 branco peão · g7 preto peão · h7 preto peão · a5 preto peão · c3 branco rainha · a2 branco peão · d2 preto peão · e2 preto peão · f2 preto peão · g2 branco peão · h2 branco peão · d1 branco torre · h1 branco rei | d8 preto bispo · g8 preto torre · h8 preto rei · d7 branco peão · g7 preto peão · h7 preto peão · a5 preto peão · c3 branco rainha · a2 branco peão · d2 preto peão · e2 preto peão · f2 preto peão · g2 branco peão · h2 branco peão · d1 branco torre · h1 branco rei | d8 preto bispo · g8 preto torre · h8 preto rei · d7 branco peão · g7 preto peão · h7 preto peão · a5 preto peão · c3 branco rainha · a2 branco peão · d2 preto peão · e2 preto peão · f2 preto peão · g2 branco peão · h2 branco peão · d1 branco torre · h1 branco rei | d8 preto bispo · g8 preto torre · h8 preto rei · d7 branco peão · g7 preto peão · h7 preto peão · a5 preto peão · c3 branco rainha · a2 branco peão · d2 preto peão · e2 preto peão · f2 preto peão · g2 branco peão · h2 branco peão · d1 branco torre · h1 branco rei | d8 preto bispo · g8 preto torre · h8 preto rei · d7 branco peão · g7 preto peão · h7 preto peão · a5 preto peão · c3 branco rainha · a2 branco peão · d2 preto peão · e2 preto peão · f2 preto peão · g2 branco peão · h2 branco peão · d1 branco torre · h1 branco rei | d8 preto bispo · g8 preto torre · h8 preto rei · d7 branco peão · g7 preto peão · h7 preto peão · a5 preto peão · c3 branco rainha · a2 branco peão · d2 preto peão · e2 preto peão · f2 preto peão · g2 branco peão · h2 branco peão · d1 branco torre · h1 branco rei | 4 |
| 3 | d8 preto bispo · g8 preto torre · h8 preto rei · d7 branco peão · g7 preto peão · h7 preto peão · a5 preto peão · c3 branco rainha · a2 branco peão · d2 preto peão · e2 preto peão · f2 preto peão · g2 branco peão · h2 branco peão · d1 branco torre · h1 branco rei | d8 preto bispo · g8 preto torre · h8 preto rei · d7 branco peão · g7 preto peão · h7 preto peão · a5 preto peão · c3 branco rainha · a2 branco peão · d2 preto peão · e2 preto peão · f2 preto peão · g2 branco peão · h2 branco peão · d1 branco torre · h1 branco rei | d8 preto bispo · g8 preto torre · h8 preto rei · d7 branco peão · g7 preto peão · h7 preto peão · a5 preto peão · c3 branco rainha · a2 branco peão · d2 preto peão · e2 preto peão · f2 preto peão · g2 branco peão · h2 branco peão · d1 branco torre · h1 branco rei | d8 preto bispo · g8 preto torre · h8 preto rei · d7 branco peão · g7 preto peão · h7 preto peão · a5 preto peão · c3 branco rainha · a2 branco peão · d2 preto peão · e2 preto peão · f2 preto peão · g2 branco peão · h2 branco peão · d1 branco torre · h1 branco rei | d8 preto bispo · g8 preto torre · h8 preto rei · d7 branco peão · g7 preto peão · h7 preto peão · a5 preto peão · c3 branco rainha · a2 branco peão · d2 preto peão · e2 preto peão · f2 preto peão · g2 branco peão · h2 branco peão · d1 branco torre · h1 branco rei | d8 preto bispo · g8 preto torre · h8 preto rei · d7 branco peão · g7 preto peão · h7 preto peão · a5 preto peão · c3 branco rainha · a2 branco peão · d2 preto peão · e2 preto peão · f2 preto peão · g2 branco peão · h2 branco peão · d1 branco torre · h1 branco rei | d8 preto bispo · g8 preto torre · h8 preto rei · d7 branco peão · g7 preto peão · h7 preto peão · a5 preto peão · c3 branco rainha · a2 branco peão · d2 preto peão · e2 preto peão · f2 preto peão · g2 branco peão · h2 branco peão · d1 branco torre · h1 branco rei | d8 preto bispo · g8 preto torre · h8 preto rei · d7 branco peão · g7 preto peão · h7 preto peão · a5 preto peão · c3 branco rainha · a2 branco peão · d2 preto peão · e2 preto peão · f2 preto peão · g2 branco peão · h2 branco peão · d1 branco torre · h1 branco rei | 3 |
| 2 | d8 preto bispo · g8 preto torre · h8 preto rei · d7 branco peão · g7 preto peão · h7 preto peão · a5 preto peão · c3 branco rainha · a2 branco peão · d2 preto peão · e2 preto peão · f2 preto peão · g2 branco peão · h2 branco peão · d1 branco torre · h1 branco rei | d8 preto bispo · g8 preto torre · h8 preto rei · d7 branco peão · g7 preto peão · h7 preto peão · a5 preto peão · c3 branco rainha · a2 branco peão · d2 preto peão · e2 preto peão · f2 preto peão · g2 branco peão · h2 branco peão · d1 branco torre · h1 branco rei | d8 preto bispo · g8 preto torre · h8 preto rei · d7 branco peão · g7 preto peão · h7 preto peão · a5 preto peão · c3 branco rainha · a2 branco peão · d2 preto peão · e2 preto peão · f2 preto peão · g2 branco peão · h2 branco peão · d1 branco torre · h1 branco rei | d8 preto bispo · g8 preto torre · h8 preto rei · d7 branco peão · g7 preto peão · h7 preto peão · a5 preto peão · c3 branco rainha · a2 branco peão · d2 preto peão · e2 preto peão · f2 preto peão · g2 branco peão · h2 branco peão · d1 branco torre · h1 branco rei | d8 preto bispo · g8 preto torre · h8 preto rei · d7 branco peão · g7 preto peão · h7 preto peão · a5 preto peão · c3 branco rainha · a2 branco peão · d2 preto peão · e2 preto peão · f2 preto peão · g2 branco peão · h2 branco peão · d1 branco torre · h1 branco rei | d8 preto bispo · g8 preto torre · h8 preto rei · d7 branco peão · g7 preto peão · h7 preto peão · a5 preto peão · c3 branco rainha · a2 branco peão · d2 preto peão · e2 preto peão · f2 preto peão · g2 branco peão · h2 branco peão · d1 branco torre · h1 branco rei | d8 preto bispo · g8 preto torre · h8 preto rei · d7 branco peão · g7 preto peão · h7 preto peão · a5 preto peão · c3 branco rainha · a2 branco peão · d2 preto peão · e2 preto peão · f2 preto peão · g2 branco peão · h2 branco peão · d1 branco torre · h1 branco rei | d8 preto bispo · g8 preto torre · h8 preto rei · d7 branco peão · g7 preto peão · h7 preto peão · a5 preto peão · c3 branco rainha · a2 branco peão · d2 preto peão · e2 preto peão · f2 preto peão · g2 branco peão · h2 branco peão · d1 branco torre · h1 branco rei | 2 |
| 1 | d8 preto bispo · g8 preto torre · h8 preto rei · d7 branco peão · g7 preto peão · h7 preto peão · a5 preto peão · c3 branco rainha · a2 branco peão · d2 preto peão · e2 preto peão · f2 preto peão · g2 branco peão · h2 branco peão · d1 branco torre · h1 branco rei | d8 preto bispo · g8 preto torre · h8 preto rei · d7 branco peão · g7 preto peão · h7 preto peão · a5 preto peão · c3 branco rainha · a2 branco peão · d2 preto peão · e2 preto peão · f2 preto peão · g2 branco peão · h2 branco peão · d1 branco torre · h1 branco rei | d8 preto bispo · g8 preto torre · h8 preto rei · d7 branco peão · g7 preto peão · h7 preto peão · a5 preto peão · c3 branco rainha · a2 branco peão · d2 preto peão · e2 preto peão · f2 preto peão · g2 branco peão · h2 branco peão · d1 branco torre · h1 branco rei | d8 preto bispo · g8 preto torre · h8 preto rei · d7 branco peão · g7 preto peão · h7 preto peão · a5 preto peão · c3 branco rainha · a2 branco peão · d2 preto peão · e2 preto peão · f2 preto peão · g2 branco peão · h2 branco peão · d1 branco torre · h1 branco rei | d8 preto bispo · g8 preto torre · h8 preto rei · d7 branco peão · g7 preto peão · h7 preto peão · a5 preto peão · c3 branco rainha · a2 branco peão · d2 preto peão · e2 preto peão · f2 preto peão · g2 branco peão · h2 branco peão · d1 branco torre · h1 branco rei | d8 preto bispo · g8 preto torre · h8 preto rei · d7 branco peão · g7 preto peão · h7 preto peão · a5 preto peão · c3 branco rainha · a2 branco peão · d2 preto peão · e2 preto peão · f2 preto peão · g2 branco peão · h2 branco peão · d1 branco torre · h1 branco rei | d8 preto bispo · g8 preto torre · h8 preto rei · d7 branco peão · g7 preto peão · h7 preto peão · a5 preto peão · c3 branco rainha · a2 branco peão · d2 preto peão · e2 preto peão · f2 preto peão · g2 branco peão · h2 branco peão · d1 branco torre · h1 branco rei | d8 preto bispo · g8 preto torre · h8 preto rei · d7 branco peão · g7 preto peão · h7 preto peão · a5 preto peão · c3 branco rainha · a2 branco peão · d2 preto peão · e2 preto peão · f2 preto peão · g2 branco peão · h2 branco peão · d1 branco torre · h1 branco rei | 1 |
|   | a | b | c | d | e | f | g | h |   |

La Bourdonnais contribuiu muito para o progresso na teoria do xadrez em sua época. Seu embate contra McDonnell foi a primeira competição desse porte a ter as partidas anotadas, e assim o mundo do xadrez pôde tomar parte do avanço que seu jogo representava. De estilo combinatório, como pedia a época, La Bourdonnais era guiado por um feroz instinto ofensivo, além de ser conhecido pela velocidade do seu jogo — ele frequentemente respondia aos lances do adversário tão logo este tivesse largado a peça recém-movida no tabuleiro. Notavelmente, no entanto, seu jogo também era sustentado em considerações estratégicas. Um exemplo emblemático disso é a famosa 16ª partida do quarto match contra McDonnell, onde o francês não se importou em ceder uma qualidade ao adversário, pois previu que seus peões passados no centro do tabuleiro provariam-se decisivos, compensando e muito a desvantagem material.
Seu Nouveau Traité du Jeu des Échecs, de forma inovadora, instruía o leitor a como aproveitar o livro sem um mestre e a calcular variantes de cabeça. Sua revista, Le Palamède, inaugurou a era dos periódicos de xadrez.

### Partidas famosas
- Alexander McDonnell-Louis-Charles Mahé de La Bourdonnais, Londres, 1834, 16ª partida do quarto match. Defesa Siciliana Antiga. Variante Aberta (B32), 0–1 Uma partida que demonstra a força dos peões passados. Sua célebre posição final permanece como uma das mais impressionantes na história do xadrez.
- Louis-Charles Mahé de La Bourdonnais-Alexander MacDonnell, Londres, 1834, 18ª partida do terceiro match. Gambito da Dama Aceito: Variante Antiga (D20), 1–0 Aqui, La Bourdonnais trata de punir o ataque prematuro de McDonnell.

### Livros
- 1827 : Mémoires historiques de B.F. Mahé de La Bourdonnais
- 1833 : Nouveau traité du jeu des échecs